# Trang viên ở Dzbanów

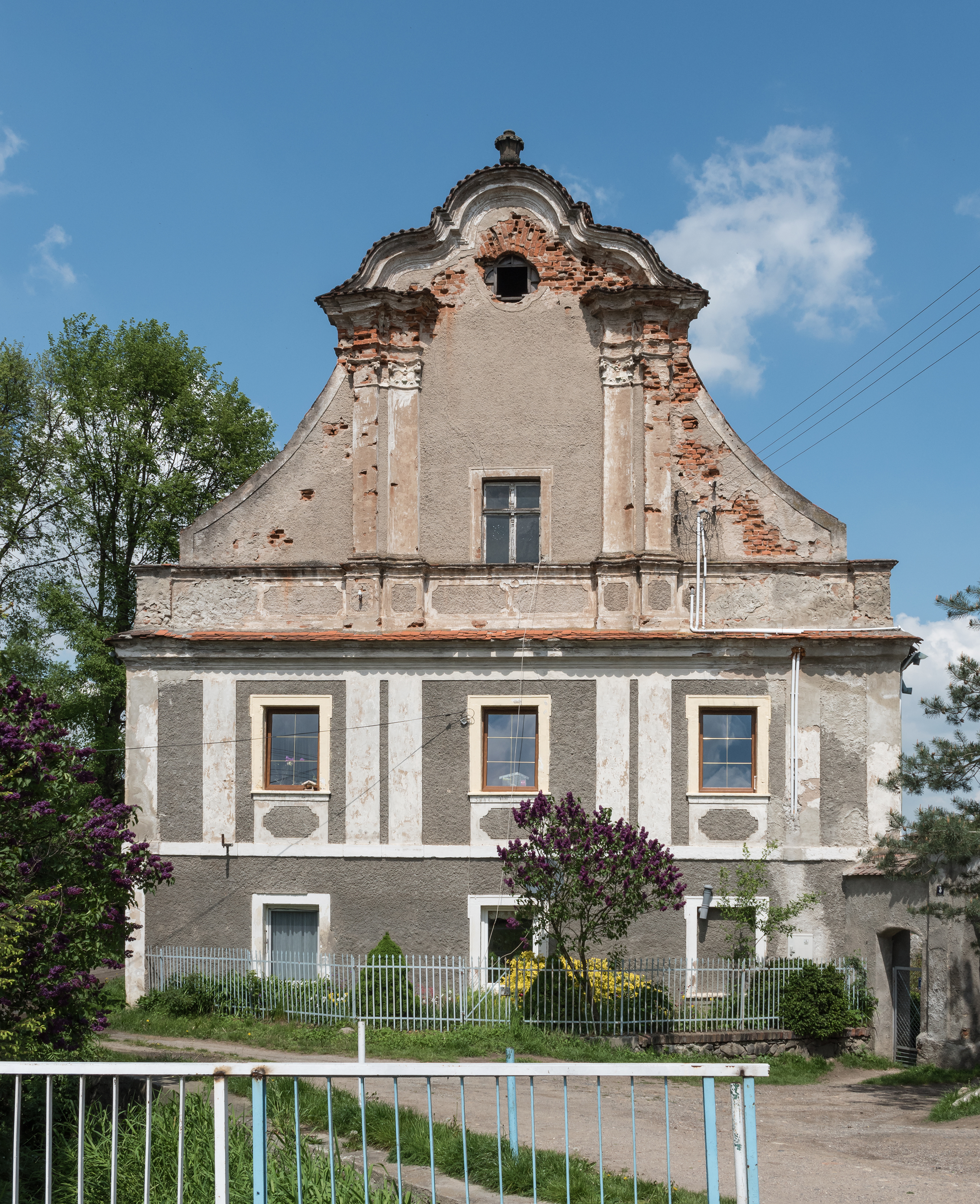
Trang viên ở Dzbanów (2016)

Trang viên ở Dzbanów (tiếng Ba Lan: Dwór w Dzbanowie) là một trang viên lịch sử theo phong cách Baroque được xây dựng vào giữa thế kỷ 18. Trang viên tọa lạc tại ngôi làng Dzbanów, huyện Ząbkowicki, tỉnh Dolnośląskie, Ba Lan. Trang viên có tên trong sổ đăng ký di tích. Hiện nay, công trình kiến trúc này thuộc sở hữu tư nhân.

## Sơ lược lịch sử hình thành
Công trình kiến trúc này được xây dựng vào giữa thế kỷ 18. Gia đình quý tộc Hohenzollern thuê lại và biến nơi này thành nơi sinh sống từ thế kỷ 19 đến nửa đầu thế kỷ 20. Theo quyết định của Ban bảo tồn di tích tỉnh, trang viên được đưa vào danh sách di tích vào năm 1966.

## Kiến trúc
Đây là một dinh thự hai tầng nằm trên một mặt phẳng hình chữ nhật. Các bức tường được trang trí với các đường viền chữ S cũng như được chạm khắc hình các bông hoa. Ở các gian phòng dưới tầng trệt, các mái vòm hình bán nguyệt hiện vẫn còn được bảo tồn nguyên vẹn.
Bên cạnh tòa nhà, trang viên còn sở hữu các trang trại có từ kế kỷ 18. Phía trước tòa nhà có một nhà nguyện theo phong cách baroque được xây dựng từ nửa đầu thế kỷ 18.